# Бишкураевский сельсовет (Илишевский район)
Бишкураевский сельсовет  — муниципальное образование в Илишевском районе Башкортостана.

## История
Согласно «Закону о границах, статусе и административных центрах муниципальных образований в Республике Башкортостан» имеет статус сельского поселения.

## Население
| 2002 | 2009  | 2010  | 2012  | 2013  | 2014 | 2015 |
| ---- | ----- | ----- | ----- | ----- | ---- | ---- |
| 1091 | ↘1020 | ↗1029 | ↘1006 | ↘1000 | ↘958 | ↘957 |
| 2016 | 2017  | 2018  |       |       |      |      |
| ↘941 | ↗945  | ↘916  |       |       |      |      |

## Состав сельского поселения
| № | Населённый пункт | Тип населённого пункта       | Население |
| - | ---------------- | ---------------------------- | --------- |
| 1 | Бишкураево       | село, административный центр | ↘433      |
| 2 | Илякшиде         | деревня                      | ↗240      |
| 3 | Тюлиганово       | деревня                      | ↗178      |
| 4 | Мало-Бишкураево  | деревня                      | ↗169      |
| 5 | Ташчишма         | деревня                      | ↗9        |